# Страта Саддама Хусейна
Страта колишнього президента Іраку Саддама Хусейна відбулася 30 грудня 2006 року. Саддам Хусейн був засуджений до смертної кари через повішення після того, як був визнаний винним у злочинах проти людяності Іракським спеціальним трибуналом за різанину в Дуджайлі — вбивство 148 іракських шиїтів у місті Дуджайль у 1982 році, у відповідь на замах на нього.
Іракський уряд опублікував офіційне відео його страти, на якому видно, як його ведуть до шибениці, і яке закінчується після того, як петля ката накинута на його голову. Міжнародна громадськість обурювалася, коли на відеозаписі, зробленому на мобільний телефон, було видно, як його оточує натовп співвітчизників, які насміхаються над ним арабською мовою і вихваляють шиїтського священнослужителя Муктаду ас-Садра, і як він падає через люк шибениці.
Тіло Саддама Хусейна було повернуто на його батьківщину в Аль-Авджу, поблизу Тікриту, 31 грудня і був похований поруч з могилами інших членів родини.

## Перед стратою
Після того, як іракський суд засудив Саддама до смертної кари, він попросив стратити його через розстріл, а не через повішення, стверджуючи, що це є законною військовою смертною карою, і посилаючись на свою військову посаду головнокомандувача іракської армії. Суд відхилив це прохання. За два дні до страти на сайті Арабської соціалістичної партії Баас з'явився лист, написаний Саддамом. У листі він закликав іракський народ об'єднатися і ненавидіти не народи країн, що вторглися до Іраку, таких як США, а тих, хто приймає рішення. Він заявив, що готовий померти як мученик, і сказав, що змирився зі своїм смертним вироком. За кілька годин до страти Саддам востаннє з'їв курку з рисом та випив чашку гарячої води з медом.

## Початок Страти

### Час та місце
Саддама було страчено через повішення приблизно о 05:50 UTC +03:00 у перший день Ід аль-Адха (30 грудня 2006 року). Повідомлення про точний час страти суперечать один одному: деякі джерела повідомляють про 06:00, 06:05, а деякі — навіть про 06:10.
Страта відбулася на спільній іраксько-американській військовій базі «Кемп Джастіс», розташованій в Казімейні, північно-східному передмісті Багдада. Всупереч початковим повідомленням, Саддама стратили наодинці, а не одночасно з його спільниками Барзаном Ібрагімом ат-Тікріті та Авадом Хамедом аль-Бандаром, які були страчені 15 січня 2007 року. Двоюрідний брат Саддама Алі Хасан аль-Маджид був засуджений до смертної кари і повішений 25 січня 2010 року.

### Матеріали конференції
Високопоставлений іракський чиновник, який брав участь у подіях, що призвели до смерті Саддама, сказав: «Американці хотіли відкласти страту на 15 днів, тому що не хотіли страчувати його негайно. Але за день [до страти] офіс прем'єр-міністра надав усі документи, які вони просили, і американці передумали, коли побачили, що прем'єр-міністр був дуже наполегливий. Тоді це була лише справа остаточного узгодження деталей». Військовий речник США генерал-майор Вільям Колдуелл заявив журналістам у Багдаді, що після того, як «фізичний контроль» над Саддамом був переданий іракському уряду, «багатонаціональні сили не мали абсолютно ніякого прямого відношення до [страти] взагалі». У камері страти не було жодного представника США.

Поширювалися повідомлення про те, що поведінка Саддама була «покірною» і що він мав при собі Коран, який він тримав при собі протягом усього судового процесу перед стратою. Ар-Рубаї, який був свідком страти Саддама, описав, як Саддам неодноразово вигукував «геть загарбників». Як повідомляється, ар-Рубаї запитав Саддама, чи не відчуває він докорів сумління або страху, на що Саддам відповів, що ні:
Ні, я бойовик і не боюся за себе. Я провів своє життя в джихаді і боротьбі з агресією. Той, хто стає на цей шлях, не повинен боятися.
Самі аль-Аскарі, свідок страти, розповів: «Перед тим, як йому накинули мотузку на шию, Саддам вигукнув: „Аллах Акбар“. Мусульманська Умма переможе, і Палестина буде арабською!». Саддам також підкреслив, що іракці повинні боротися з американськими загарбниками. Після того, як мотузка була закріплена, охоронці вигукували різні докори, включаючи «Муктада! Муктада! Муктада!», звертаючись до Муктади ас-Садра; Саддам сміявся, знущально повторюючи це ім'я, і докоряв вигукам, кажучи: «Ви вважаєте це хоробрістю?». Дехто з присутніх у кімнаті читав шиїтську версію ісламської молитви, тоді як Саддам читав сунітську версію ісламської молитви. Один спостерігач сказав Саддаму:
Йди до біса!
Саддам відповів,
Що це в біса таке, Ірак?
У відповідь на вигуки одного з охоронців у масках (чоловік сказав: «Ви знищили нас, ви вбили нас. Ви змусили нас жити у злиднях! Ви змусили нас жити у злиднях!»). Саддам відповів: «Я врятував вас від злиднів і страждань і знищив ваших ворогів, персів і американців».

Заступник прокурора Мункіт аль-Фарун відповів крикунам, заявивши,
Будь ласка, зупиніться. Людині загрожує страта.
Саддам почав читати шагаду двічі. Коли він наближався до кінця свого другого читання, коли він збирався сказати «Мухаммед», люк відчинився. За повідомленням The New York Times, кати «підбадьорювали своїх шиїтських героїв так наполегливо, що один спостерігач [у камерах страти] зробив зауваження про те, що зусилля з приборкання ополченців, схоже, йдуть не дуже добре». Під час скидання було чутно тріск, який вказував на те, що Саддаму зламали шию. Після того, як Саддама на кілька хвилин підвісили, присутній лікар послухав стетоскопом серцебиття. Після того, як він нічого не виявив, мотузку перерізали, а тіло поклали в труну. Смерть Саддама була підтверджена о 06:03.

### Ймовірні посмертні ножові поранення
За словами Талала Місраба, головного охоронця могили Саддама, який також допомагав у похованні, після страти Саддама було завдано шість ножових поранень. Глава племені Саддама, шейх Хасан аль-Неда, заперечує це твердження. Радник з питань безпеки Іраку Мовафак ар-Рубі заявив: «Я спостерігав за всім процесом від А до Я, і тіло Саддама Хусейна не було зарізане або понівечене, і його не принижували перед стратою».

## Поховання Тіла
Тіло Саддама було поховане на його батьківщині Аль-Авджа в Тікриті, Ірак, поруч з членами сім'ї, включаючи двох його синів Удая і Кусей Хусейна, 31 грудня 2006 року о 04:00 за місцевим часом (01:00 за Гринвічем). Його тіло було перевезено до Тікріту американським військовим гелікоптером, де його передали з рук іракського уряду шейху Алі ан-Ніда, покійному голові племені Альбу Насір і губернатору Саладіна. Він був похований приблизно за три кілометри (2 милі) від тіл двох його синів, на тому ж великому кладовищі. Могила Саддама Хусейна на родинній ділянці була вкопана в підлогу восьмикутної купольної будівлі, яку він наказав побудувати у 1980-х роках для проведення релігійних фестивалів на цьому місці.
Старша дочка Саддама Рагад Хусейн, яка отримала притулок в Йорданії, попросила, щоб «його тіло тимчасово поховали в Ємені, поки Ірак не буде звільнений, а потім перепоховали в Іраку», — повідомив представник сім'ї по телефону. Сім'я також повідомила, що його тіло може бути поховане в Рамаді, посилаючись на міркування безпеки, хоча таких планів немає. Могила, де було поховане тіло Саддама, пізніше була зруйнована під час боїв між бойовиками Ісламської держави (ІДІЛ) і збройними силами Іракської держави. За повідомленнями, тіло Саддама було вивезено сунітською племінною групою перед руйнуванням гробниці.

## Висвітлення подій в засобах масової інформації
Основним джерелом новин про страту був державний іракський телеканал новин «Аль Іракія», диктор якого повідомив, що «злочинця Саддама повісили». Заголовок, що прокручувався, свідчив: «Страта Саддама знаменує собою кінець темного періоду в історії Іраку». Аль-Арабія повідомила, що адвокат Саддама підтвердив смерть Саддама.
Основні новинні мережі показали офіційне відео моментів, що передували страті Саддама. Іракський уряд також оприлюднив фотографії мертвого тіла Саддама в савані.

### Відео з мобільного телефону
У той час як офіційно оприлюднені кадри цієї події не показували самої страти, з'явилося аматорське відео, зняте на мобільний телефон зі сходів, що ведуть до шибениці; воно містило низькоякісні кадри всього процесу повішення. На відміну від офіційних кадрів, аматорське відео супроводжувалося звуком; було чути, як свідки глузували з Саддама на шибениці.
3 січня 2007 року іракський уряд заарештував охоронця, який, як вони вважали, зняв відео на мобільний телефон. Однак було вже занадто пізно, щоб запобігти поширенню відео в Інтернеті. Радник з питань національної безпеки Іраку Моваффак аль-Рубаї пізніше провів прес-конференцію, на якій оголосив, що було здійснено три арешти у зв'язку з розслідуванням відеозапису і витоку інформації.

## Реакція спільноти
Реакція на страту була різною. Критика лунала як від прихильників Саддама, які вважали її несправедливою, так і від тих, хто не підтримував його, які хотіли додаткового розгляду інших злочинів, окрім тих, за які він був засуджений (у тому числі й нібито гірших), а також від тих, хто схвалював його засудження, але не вищу міру покарання. Деякі прихильники вважали його мучеником.

## Легальність страти
Human Rights Watch опублікувала заяву про те, що «страта слідує за помилковим судовим процесом і знаменує собою значний крок від верховенства права в Іраку». Amnesty International виступила із заявою, що вона «виступала проти смертної кари за всіх обставин, але вона була особливо кричущою, коли це остаточне покарання призначають після несправедливого судового розгляду». За два дні до страти Міжнародна федерація прав людини оприлюднила заяву із закликом до глави держави видати мораторій на смертний вирок Саддаму Хусейну через повішення. Організація також заявила, що Саддама слід розглядати як військовополоненого відповідно до Женевських конвенцій. Адвокати Саддама назвали судовий процес «кричущим порушенням міжнародного права» і планують продовжувати «використовувати всі правові шляхи, доступні на місцевому та міжнародному рівнях, поки громадська думка не отримає правду про це політичне вбивство». В окремій заяві американський захисник Саддама назвав страту "невдалим проявом нахабного правосуддя агресора Сполученими Штатами Америки під керівництвом американського президента Джорджа Буша-молодшого. Вона повертає досягнення в міжнародному кримінальному праві на багато десятиліть і посилає чіткий сигнал людям у всьому світі, що агресія Сполучених Штатів не може бути зупинена законом. Це дійсно сумний день для міжнародного правосуддя і сумний початок нового року ". Хуан Коул сказав, що страта може призвести до більш сектантських потрясінь. "Суд і страта Саддама стосувалися помсти, а не правосуддя. Замість того, щоб сприяти національному примиренню, цей акт помсти допоміг Саддаму востаннє зобразити себе символом сунітського арабського опору і став ще одним підбурюванням до міжконфесійної війни ", — сказав він.
Однак інші експерти-правники не погодилися з цими твердженнями і претензіями. Міранда Сіссонс, на той час незалежний спостерігач судового процесу і старший науковий співробітник Міжнародного центру перехідного правосуддя, заявила: «Це не був фіктивний процес», і додала, що іракські судді, які головували на процесі, зробили «все можливе, щоб розглянути цю справу за абсолютно новими для Іраку стандартами». Джонатан Дріммер, лауреат першої премії Міністерства юстиції США помічнику генерального прокурора за правозастосування в галузі прав людини і викладач юридичного центру Джорджтаунського університету у Вашингтоні, на запитання, чи відповідав судовий процес стандартам міжнародного правосуддя, відповів: «Відповідь — ні. Але якщо поглянути на остаточний вердикт, то він, безумовно, відповідає представленим доказам», і далі додав, що судовий процес був «прозорим» і «важливим кроком для Іраку». Майкл Шарф, професор юридичного факультету Університету Кейс Вестерн Резерв, який також консультував іракський трибунал під час судового процесу, відповідаючи на звинувачення з боку захисту Саддама Хусейна, заявив: «Уряд США не був ляльководом цього трибуналу» і додав: «Саддам був засуджений на підставі його власних документів», маючи на увазі документи, підписані самим Саддамом Хусейном, що затверджували накази про страту.

## Реакція Іракського уряду
Після витоку відеозаписів страти Саддама Хусейна з мобільних телефонів, а також затримання 3 січня 2007 року охоронця Міністерства юстиції, очолюваного сунітським іракським міністром Хашимом Абдеррахманом аш-Шиблі, виникли підозри, що міністерство, можливо, мало намір розпалити міжконфесійну напруженість. В інтерв'ю газеті «La Repubblica» від 19 січня 2007 року Муктада ас-Садр заявив, що люди, які перебували в кімнаті під час страти, були «людьми, яким заплатили, щоб дискредитувати його», а метою неофіційного відео було «виставити Муктаду справжнім ворогом сунітів».
Президент Сполучених Штатів Джордж Буш 4 січня 2007 року зазначив, що хотів би, щоб страта «пройшла більш гідно». Пізніше, 16 січня 2007 року, в інтерв'ю американському телеведучому Джиму Лереру, Буш заявив, що страта Саддама «виглядала так, ніби це було вбивство з помсти». Буш сказав, що він був «розчарований і відчував, що страта Саддама Хусейна пройшла невдало. Це посилило сумніви у свідомості людей в тому, що уряд Малікі і уряд єдності Іраку є серйозним урядом. І це стало змішаним сигналом для американського народу і людей по всьому світу».